# Sarsameira peresi
Sarsameira peresi is een eenoogkreeftjessoort uit de familie van de Ameiridae. De wetenschappelijke naam van de soort is voor het eerst geldig gepubliceerd in 1970 door Bodin.